# Vidovci
Vidovci falu Horvátországban, Pozsega-Szlavónia megyében. Közigazgatásilag Pozsegához tartozik.

## Fekvése
Pozsegától 3 km-re keletre, a Pozsegai-medence szélén és a Pozsegai-hegység északi lejtőin, az Orljava jobb partján Pozsega és Dervišaga között fekszik. 

## Története
Vidovci ősi település, de írásos adat a középkorból nem maradt fenn róla, csak köznemesi névből ismert egy „Vidonyncz” nevű Pozsega megyei település 1445-ből. Első írásos említése az 1545-ös a török defterben történt. A török uralom idején katolikus horvát lakossága volt. 1698-ban „Vidovczi” néven 12 portával szerepel a török uralom alól felszabadított szlavóniai települések összeírásában. 1702-ben 10, 1730-ban 5, 1746-ban 18 ház állt a településen.
Az első katonai felmérés térképén „Dorf Vidoevczi” néven látható. Lipszky János 1808-ban Budán kiadott repertóriumában „Vidovczi” néven szerepel. Nagy Lajos 1829-ben kiadott művében „Vidovczi” néven 25 házzal, 176 katolikus vallású lakossal találjuk.
1857-ben 175, 1910-ben 370 lakosa volt. 1910-ben a népszámlálás adatai szerint lakosságának 90%-a horvát, 4-4%-a cseh és magyar anyanyelvű volt. Pozsega vármegye Pozsegai járásának része volt. Az első világháború után 1918-ban az új szerb-horvát-szlovén állam, majd később (1929-ben) Jugoszlávia része lett. 1991-ben lakosságának 88%-a horvát, 8%-a szerb nemzetiségű volt. Plébániáját 1999. augusztus 29-én alapították, azelőtt a pozsegai Szent Teréz plébániához tartoztak az itteni katolikus hívek. A településnek 2001-ben 1582 lakosa volt.

## Lakossága
| Lakosság változása | Lakosság változása | Lakosság változása | Lakosság változása | Lakosság változása | Lakosság változása | Lakosság változása | Lakosság változása | Lakosság változása | Lakosság változása | Lakosság változása | Lakosság változása | Lakosság változása | Lakosság változása | Lakosság változása | Lakosság változása |
| ------------------ | ------------------ | ------------------ | ------------------ | ------------------ | ------------------ | ------------------ | ------------------ | ------------------ | ------------------ | ------------------ | ------------------ | ------------------ | ------------------ | ------------------ | ------------------ |
| 1857               | 1869               | 1880               | 1890               | 1900               | 1910               | 1921               | 1931               | 1948               | 1953               | 1961               | 1971               | 1981               | 1991               | 2001               | 2011               |
| 175                | 172                | 183                | 219                | 274                | 370                | 377                | 404                | 465                | 488                | 901                | 1.414              | 1.654              | 1.774              | 1.759              | 1.582              |

## Nevezetességei
- Keresztelő Szent János plébániatemplom

- Havas Boldogasszony kápolna

- Szent Valentin kápolna

## Oktatás
A településen az egyik pozsegai elemi iskola területi iskolája működik.

## Sport
Az NK Dinamo Vidovci-Dervišaga labdarúgóklubot 1946-ban alapították.